# Schodack
Schodack es un pueblo ubicado en el condado de Rensselaer en el estado estadounidense de Nueva York. En el año 2000 tenía una población de 12,536 habitantes y una densidad poblacional de 78 personas por km².

## Geografía
Schodack se encuentra ubicado en las coordenadas 42°31′53″N 73°41′34″O / 42.53139, -73.69278.

## Demografía
Según la Oficina del Censo en 2000 los ingresos medios por hogar en la localidad eran de $55,176, y los ingresos medios por familia eran $63,622. Los hombres tenían unos ingresos medios de $40,090 frente a los $31,278 para las mujeres. La renta per cápita para la localidad era de $24,560. Alrededor del 4.3% de la población estaban por debajo del umbral de pobreza.